# 함종군
함종군(咸從郡)은 평안남도에 있던 군이다. 원래 함종현이었다가 1720년 도호부로 승격, 1895년 23부제로 함종군이 되었다. 1896년 13도제의 실시로 평안남도에 속하게 되었다.
1908년 용강군과 증산군과 강서군에 분리되어 편입, 폐지되었다. 현재 조선민주주의인민공화국의 행정구역으로 온천군과 증산군의 일부이다.